# Distrito electoral de Corinth (condado de Williamson, Illinois)
Corinth (en inglés: Corinth Precinct) es un distrito electoral ubicado en el condado de Williamson en el estado estadounidense de Illinois. En el Censo de 2010 tenía una población de 1038 habitantes y una densidad poblacional de 11,03 personas por km².

## Geografía
Según la Oficina del Censo de los Estados Unidos, tiene una superficie total de 94.13 km², de la cual 93.87 km² corresponden a tierra firme y (0.27%) 0.25 km² es agua.

## Demografía
Según el censo de 2010, había 1038 personas residiendo en Corinth. La densidad de población era de 11,03 hab./km². De los 1038 habitantes, Corinth estaba compuesto por el 97.69% blancos, el 0.48% eran afroamericanos, el 0.77% eran amerindios, el 0.1% eran asiáticos, el 0% eran isleños del Pacífico, el 0.1% eran de otras razas y el 0.87% pertenecían a dos o más razas. Del total de la población el 0.19% eran hispanos o latinos de cualquier raza.